# 玄武洞駅
玄武洞駅（げんぶどうえき）は、兵庫県豊岡市城崎町上山字畑ヶ田にある、西日本旅客鉄道（JR西日本）山陰本線の駅である。
駅名通り玄武洞（玄武洞公園）への玄関口であり、駅前から円山川を渡る渡船がある。

## 歴史
- 1912年（明治45年）3月2日：鉄道院山陰本線豊岡駅 - 城崎駅（現・城崎温泉駅）間に玄武洞仮停車場として新設。季節営業の臨時駅で、旅客営業のみ行っていた[2]。
- 1918年（大正7年）4月21日：通年営業の玄武洞駅に昇格[3]。
- 1970年（昭和45年）12月15日：荷物扱い廃止[4]、無人駅化[5]。
- 1987年（昭和62年）4月1日：国鉄分割民営化に伴い、西日本旅客鉄道（JR西日本）の駅となる[6]。
- 2012年（平成24年）3月17日：ダイヤ改正により、一部普通列車が通過となる[7][8]（該当列車は2013年3月16日より名義を「快速」に変更）。
- 年月日不明：自動券売機撤去。
- 2021年（令和3年）3月13日：ダイヤ改正に伴い、快速設定消滅、全普通列車が停車となる[9]。

## 駅構造
相対式ホーム2面2線を有する、列車交換可能な地上駅。駅舎は北側（1番のりば側）にあるが、南側（2番のりば）側からも出入可能。両ホームは跨線橋で連絡している。
豊岡駅管理の無人駅。以前は駅舎内に自動券売機が設置されていたが、現在は撤去されている。なお、当駅は2019年7月現在ICOCA等のICカード乗車券への対応予定は無い。駅舎内にトイレがある。

### のりば
| のりば | 路線     | 方向 | 行先                 |
| ------ | -------- | ---- | -------------------- |
| 1・2   | 山陰本線 | 上り | 豊岡・京都・大阪方面 |
| 1・2   | 山陰本線 | 下り | 城崎温泉・鳥取方面   |

- 駅舎側の1番のりば側を上下本線、2番のりばを上下副本線とした1線スルーとなっているため、通過列車及び行違いを行わない停車列車は上下線共に1番のりばを通る。
- 2番のりばは行違い待ちを行う列車のみ発着する。

## 利用状況
JR西日本の移動等円滑化取組報告書によると、2023年（令和5年）度の1日平均乗降人員は40人である。
「兵庫県統計書」によれば、近年の1日平均乗車人員の推移は以下の通り。
| 年度   | 1日平均 乗車人員 |
| ------ | ---------------- |
| 1998年 | 52               |
| 1999年 | 42               |
| 2000年 | 35               |
| 2001年 | 35               |
| 2002年 | 38               |
| 2003年 | 38               |
| 2004年 | 37               |
| 2005年 | 31               |
| 2006年 | 29               |
| 2007年 | 26               |
| 2008年 | 24               |
| 2009年 | 36               |
| 2010年 | 37               |
| 2011年 | 37               |
| 2012年 | 36               |
| 2013年 | 27               |
| 2014年 | 49               |
| 2015年 | 30               |
| 2016年 | 32               |
| 2020年 | 18               |

## 駅周辺

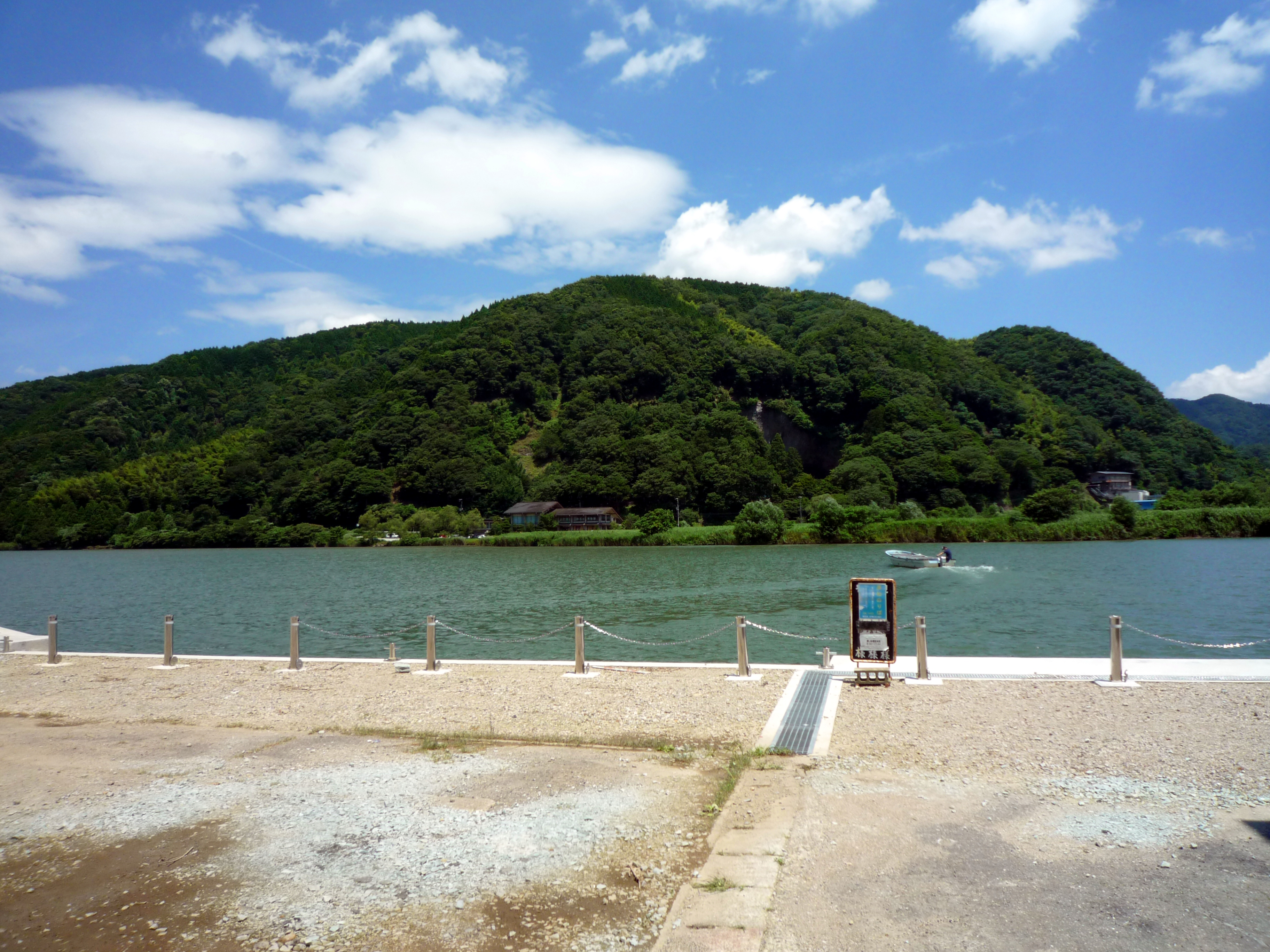
駅近くの渡船乗り場

- 玄武洞（玄武洞公園）へは渡船の利用で約7分[1]。但し、荒天時等欠航あり[14] で、予約制である[1]。
- 兵庫県道3号豊岡瀬戸線
- 「おみやげ 城崎街道・海の駅」
当駅から全但バス 上山バス停下車、徒歩2分。但し、運行本数が少ない。

### バス路線
「玄武洞」停留所より、全但バスが運行する下記の各路線が発着する。
- 特急バス：京都・大阪・神戸
- 城崎温泉駅・日和山
- 豊岡駅・豊岡病院・八鹿駅・但馬農高前
- コウノトリ但馬空港

## 隣の駅
西日本旅客鉄道（JR西日本）
 山陰本線
豊岡駅 - 玄武洞駅 - 城崎温泉駅